# Jaroslav Kraus
Jaroslav Kraus (9 mai 1912-?) est un footballeur tchécoslovaque et international bohémien, évoluant au poste de gardien de but.

## Biographie
Joueur du FK Viktoria Žižkov, Jaroslav Kraus honore sa première et seule sélection avec l'équipe de Bohême-Moravie le 22 octobre 1939 contre l'Ostmark (5-5).